# Peking–Hong Kong (Tajpej) nagysebességű vasúti folyosó
A Peking-Hongkong (Tajpej) nagysebességű vasúti folyosó egy javasolt nagysebességű vasúti folyosó Nagy-Kínában. Észak-déli irányban halad majd Peking és Hongkong között, egy Hofejből induló ággal, amely a Tajvani-szoroson át Tajpejben ér véget. A fővonalon Peking, Hsziang, Fuyang, Hofej, Jiujiang, Nancsang, Kancsou, Sencsen és Hongkong városait, valamint a mellékvonalon Fucsou és Tajpej (Tajvan) városait köti majd össze.
A vonalat a kínai kormány 2016-ban jelentette be a "nyolc függőleges és nyolc vízszintes" országos nagysebességű vasúthálózat részeként. Jelenleg a Pekingből Hongkongba közlekedő nagysebességű járatok a Peking–Kanton nagysebességű vasútvonalon keresztül közlekednek. Ez az új folyosó közvetlenebb útvonalat teremt majd a korábbi helyett.

## Útvonal
| Név                                              | Útvonal                                                                                      | Maximális sebesség (km/h)                                                                    | Hossz (km)                                                                                   | Státusz                                                                                      | Építés kezdete                                                                               | Megnyitás éve                                                                                | Megjegyzések                                                                                 |
| ------------------------------------------------ | -------------------------------------------------------------------------------------------- | -------------------------------------------------------------------------------------------- | -------------------------------------------------------------------------------------------- | -------------------------------------------------------------------------------------------- | -------------------------------------------------------------------------------------------- | -------------------------------------------------------------------------------------------- | -------------------------------------------------------------------------------------------- |
| Peking–Shangqiu nagysebességű vasútvonal         | Beijing Fengtai – Xiong'an – Shangqiu.                                                       | 350                                                                                          | 639                                                                                          | építés alatt                                                                                 | 2022. szeptember 30.                                                                         | Várhatóan 2025                                                                               |                                                                                              |
| Shangqiu–Hangzhou nagysebességű vasútvonal       | Shangqiu – Fuyang West – Hofej                                                               | 350                                                                                          | 400                                                                                          | megnyílt                                                                                     | 2015. november 30.                                                                           | 2019. december 1.                                                                            | A Fuyang West és Hofej közötti szakasz a keleti útvonal része.                               |
| Hofej–Anqing–Jiujiang nagysebességű vasútvonal   | Hefei – Anqing West – Jiujiang                                                               | 350                                                                                          | 169                                                                                          | megnyílt                                                                                     | 2015. december 25.                                                                           | 2020. december 25.                                                                           | A Hofejtől nyugatra és Huangmeitől keletre eső szakasz a keleti útvonal része.               |
| Hofej–Anqing–Jiujiang nagysebességű vasútvonal   | Anqing West – Lushan                                                                         | 350                                                                                          | 171                                                                                          | megnyílt                                                                                     | 2017. szeptember 30.                                                                         | 2021. december 30.                                                                           | A Hofejtől nyugatra és Huangmeitől keletre eső szakasz a keleti útvonal része.               |
| Fuyang–Huanggang nagysebességű vasútvonal        | Fuyang West – Huanggang East                                                                 | 350                                                                                          | 324                                                                                          | tervezett                                                                                    | 2022                                                                                         | 2027                                                                                         | nyugati útvonal                                                                              |
| Huanggang–Huangmei nagysebességű vasútvonal      | Huanggang East – Huangmei East                                                               | 350                                                                                          | 125                                                                                          | megnyílt                                                                                     | 2018. december 20.                                                                           | 2022. április 22.                                                                            | nyugati útvonal                                                                              |
| Nanchang–Jiujiang nagysebességű vasútvonal       | Lushan – Nanchang East                                                                       | 350                                                                                          | 134                                                                                          | építés alatt                                                                                 | 2022. november 21.                                                                           | 2027                                                                                         |                                                                                              |
| Nancsang–Kancsou nagysebességű vasútvonal        | Nanchang – Ganzhou West                                                                      | 350                                                                                          | 422                                                                                          | megnyílt                                                                                     | 2014. december 20.                                                                           | 2019 december 26.                                                                            |                                                                                              |
| Kancsou–Sencsen nagysebességű vasútvonal         | Kancsou West – Sencsen North                                                                 | 350                                                                                          | 436                                                                                          | megnyílt                                                                                     | 2015                                                                                         | 2021. december 10.                                                                           |                                                                                              |
| Kanton–Sencsen–Hongkong nagysebességű vasútvonal | Shenzhen North – Hongkong West Kowloon                                                       | 200                                                                                          | 26                                                                                           | megnyílt                                                                                     | 2010                                                                                         | 2018                                                                                         |                                                                                              |
| Mellékvonal Tajpej, Tajvan felé                  |                                                                                              |                                                                                              |                                                                                              |                                                                                              |                                                                                              |                                                                                              |                                                                                              |
| Hofej–Fucsou nagysebességű vasútvonal            | Hofej South – Fucsou                                                                         | 350                                                                                          | 813                                                                                          | megnyílt                                                                                     | 2010. április 27                                                                             | 2015. június 28.                                                                             |                                                                                              |
| Xiangtang–Putian-vasútvonal                      | Nanchang West – Fuzhou                                                                       | 200                                                                                          | 548                                                                                          | megnyílt                                                                                     | 2008. október 1.                                                                             | 2013. szeptember 26.                                                                         | A Xiangtang-Putian-vasútvonal fuzhoui ága                                                    |
| Fuzhou–Pingtan-vasútvonal                        | Fuzhou – Pingtan                                                                             | 200                                                                                          | 84                                                                                           | megnyílt                                                                                     | 2013. október 31.                                                                            | 2020. december 26.                                                                           |                                                                                              |
| Pingtan–Tajpej nagysebességű vasútvonal          | Tervezett nagysebességű kapcsolat a Tajvani-szoroson át Pingtan szigeten keresztül Tajpejbe. | Tervezett nagysebességű kapcsolat a Tajvani-szoroson át Pingtan szigeten keresztül Tajpejbe. | Tervezett nagysebességű kapcsolat a Tajvani-szoroson át Pingtan szigeten keresztül Tajpejbe. | Tervezett nagysebességű kapcsolat a Tajvani-szoroson át Pingtan szigeten keresztül Tajpejbe. | Tervezett nagysebességű kapcsolat a Tajvani-szoroson át Pingtan szigeten keresztül Tajpejbe. | Tervezett nagysebességű kapcsolat a Tajvani-szoroson át Pingtan szigeten keresztül Tajpejbe. | Tervezett nagysebességű kapcsolat a Tajvani-szoroson át Pingtan szigeten keresztül Tajpejbe. |